# Kiszawa
Kiszawa lub Kišava (maced. Кишава) – niewielka wieś w południowej Macedonii Północnej, 20 km na południe od drugiego co do wielkości miasta tego kraju – Bitoli. Osada wchodzi w skład gminy Bitola. Według stanu na 2002 rok wieś liczyła 308 mieszkańców.